# 諸國沙代子
諸國 沙代子（しょこく さよこ、1992年3月20日 - ）は、読売テレビのアナウンサー。

## 来歴
- 岡山県岡山市出身[1]。岡山白陵中学校、岡山県立岡山朝日高等学校卒業後、東京大学理科二類に現役で合格し、東京大学農学部に進学。大学の合格発表時にテレビのニュース取材に応えていたことがある[2]。在学中はテレビ朝日アスクに在籍[3]して、BS朝日の『News Access』に学生キャスターとして出演していた他、2011年にはミス東京大学に選出された[2]。大学時代には「食品メーカーの研究開発職、ジャーナリスト、国連職員などに興味がある」と語っていた[4]。
- 大学卒業後[1][5][6]、2015年、読売テレビに入社[1]。同期入社は平松翔馬。
- 同社アナウンサーの野村明大は、東大の先輩でもある。
- 2018年3月3日より、産休に伴い前月24日付で降板した森麻季の後任として『ウェークアップ!ぷらす』のキャスターに就任[7][8]。2021年2月27日の放送をもって当番組の改編に伴い、キャスターから退任した。

## 人物

### 家族
- 父（1955年生）は開業医であり、兄も医師である。[9]

### 趣味・特技
- 幼少期から熱烈な阪神タイガースのファンであり、阪神甲子園球場での試合観戦はもちろんのこと、高知や沖縄でのキャンプをプライベートで視察に行くほどである。

### 交友関係
- 女優の下垣真香とは小学生の頃からの親友とTwitterで明かしており、アナウンサーを目指したきっかけは小学校の時に親友がミュージカル「アニー」のアニーになり、諸國がアナウンサーになって、その友達にインタビューしたいと思ったからと述べている[1]。

### 特徴
- 極度の怖がりで、特にお化け屋敷が大の苦手である。

### 免許・資格
- 防災士の資格を持っている[10]。
- 2020年10月、潜水士資格を取得[11]。
- 2021年9月、一級小型船舶操縦免許を取得[12]。

### エピソード
- 高校時代、1年間カナダに留学していた。そのため、岡山朝日高校には4年在籍している。留学していたが、今は英語は話せない。（2019年4月10日放送の『ytvアナウンサー向上委員会 ギューン↑』での発言）
- 入社直後（2015年）から体型に変化があり、2017年5月22日『人生が変わる1分間の深イイ話』で体重が8kg（公表）+6kg（鯖読み）=14kg（真実）以上増量したことをカミングアウトした。
- 2016年10月30日に行われた大阪マラソンに参加し、4時間47分29秒のタイムで完走した。
- 2017年7月25日『ヒルナンデス!』では当時のアシスタントであった水卜麻美（日本テレビアナウンサー）にちなみ「関西の水卜ちゃん」と自ら名乗った。
- 2017年9月27日『今夜くらべてみました』では、酒を飲み過ぎて酔っぱらい、気が付いたら（寝過ごしてそのまま）姫路駅にいたことや、服を着たまま浴槽にいたという仰天エピソードをカミングアウトした。
- 2018年11月9日に行われた『森ちゃんのラーメンフェスタ』で大食いタレント・もえのあずきとのラーメン大食い競争に挑み、6杯を完食した[13]。
- 2024年2月20日、SNSにて多嚢胞性卵巣症候群（PCOS）であり、卵子凍結を行ったことを告白した[14][15][16]。

## 出演

### 現在
- 大阪ほんわかテレビ（2015年6月26日 - ）
- かんさい情報ネットten.（2021年7月30日 - ）
  - 2021年7月30日 - ：金曜日「カラクリ」リポーター〈不定期〉
- 声〜あなたと読売テレビ（2016年11月12日 - 2017年8月12日、2025年1月18日 - ）
- アナウンサー向上委員会（2020年10月31日、7日）
- 各種NNNニュース枠内ローカルパート（不定期）
- プロ野球中継（2021年 - 不定期）
  - トクサンTVと共演。主に阪神タイガース主催試合（甲子園）の副音声。
  - 2023年5月27日：「阪神×巨人」の阪神側ベンチリポーター（当日は全国ネットで放送）
  - 2023年11月1日：2023年日本シリーズ・阪神×オリックスGame4の阪神サイド・ベンチリポーター（当日は全国ネットで放送）

### 過去
- 朝生ワイド す・またん!（キャスター：2016年2月10日・3月28日 - 2025年3月27日）
  - ZIP!（関西ローカルパート）
    - 上記同様

  - 2016年2月10日 ゲスト出演
  - 2016年3月28日 - 10月24日 月曜日（週1回）
  - 2016年10月31日 - 12月26日 月・金曜日（週2回）
  - 2017年1月6日 - 2月28日 月・火・金曜日（週3回）
  - 2017年3月8日 - 2018年3月30日 水・金曜日（週2回）
  - 2018年4月2日 - 2019年1月11日 金曜日（週1回）＆ 現地生中継リポート（金曜日以外の他曜日[17]に週1回）
  - 2019年1月16日 - 3月27日 水曜日・現地生中継リポート（週1回）[18]
  - 2019年4月4日 - 2020年3月25日 木曜日・現地生中継リポート（週1回）
  - 2020年4月 - 2020年9月末 不定期[19]（週1回）
  - 2021年3月29日 - 8月23日 月曜日 （週1回）
  - 2021年9月1日 - 2022年3月23日 水曜日 （週1回）
  - 2022年3月31日 - 2024年3月22日 木・金曜日 （週2回）
  - 2024年3月25日 - 2025年3月27日 月・木曜日 （週2回）
- GO!GO!ショコちゃんねる (2015年10月1日 - 2016年9月30日） - 2016年10月からは、同年入社の後輩アナウンサー・黒木千晶の出演による『Let's GO!チアキちゃんねる』を放送。
  - 3代目ytvPR隊長（先代〈2代目〉・増井渚 → 当代〈3代目〉・諸國沙代子 → 後任〈4代目〉・黒木千晶）
- キューン!（2015年7月24日 - 2018年5月30日）
- ユメウタ～人生ワンチャンスじゃない～（ナレーター：2020年9月28日）
- ytvアナウンサー向上委員会 ギューン↑（2015年6月10日 - 2020年10月1日）
- クチコミ新発見!旅ぷら（2021年2月21日　奈良市クチコミ旅〈第1弾〉・2021年5月23日　和歌山・串本クチコミ旅〈第2弾〉） - 山本浩之（フリーアナウンサー）とのコンビで出演。
- ウェークアップ!ぷらす（キャスター：2018年3月3日 - 2021年2月27日）
- ガチンコ即興芝居！アドリバー（第2弾･2021年3月21日、第3弾･2022年1月30日）
- 情報ライブ ミヤネ屋（2021年10月4日、2022年8月10日、8月18日、2023年5月29日、2024年1月22日）
  - 後輩アナウンサーである澤口実歩の休暇に伴うアシスタント代理として出演。
- そこまで言って委員会NP（2022年7月24日・2022年10月16日）
  - 2022年7月24日・パネリスト（ゲスト）
  - 2022年10月16日・黒木千晶の休暇に伴う野村明大議長（司会）代理の秘書として出演。
- 草彅やすともの うさぎとかめ（2022年12月4日）

以下は、ゲストとして出演した番組である。
- 全国好きな嫌いなアナウンサー大賞（2017年5月12日〈第1回〉・2018年6月1日〈第2回〉、日本テレビ）- 林マオと（第1・2回）共に出演。
- 人生が変わる1分間の深イイ話（2017年5月22日、2020年10月26日＝澤口実歩のロケに登場、日本テレビ）
- ヒルナンデス!（2017年7月25日、日本テレビ）
- 今夜くらべてみました（2017年9月27日、日本テレビ）
- OB vs 現役 プロ野球好珍バトル2019春（2019年3月15日、日本テレビ）
- Fun!BASEBALL!!「巨人×阪神」（2019年7月28日、日本テレビ） - 副音声ゲスト
- シノビーのおへや（YouTube、2020年8月20日、27日）
- クイズ!あなたは小学5年生より賢いの?（2020年10月9日、日本テレビ）

### 劇場アニメ
- 名探偵コナン ゼロの執行人（2018年4月13日、東宝） - 女性アナウンサー 役

## ディスコグラフィ
- 私のモヤっと日記（おんなのうたお届け委員会）
虎谷温子（ytvアナウンサー）と佐藤佳奈（ytvアナウンサー）のトリオ曲で、2020年2月12日よりiTunesにて配信開始。[20]